# Gerhard Sappok
Gerhard Sappok (* 20. September 1908 in Gleiwitz; † 1944) war ein deutscher Historiker.

## Leben
Er studierte Philosophie, Geschichte, Volkswirtschaft, Staatsrecht und Zeitungswissenschaft. Der Sohn eines Bürodirektors wurde bei Hermann Aubin am 31. März 1937 mit einer Arbeit über „Die Bischöfe von Posen während des Mittelalters“ promoviert. Er sollte  in  Warschauer Leiter der Außenstelle des Deutschen Akademischen Austauschdienstes werden. Er war an der Publikationsstelle Berlin-Dahlem für Schlesien und 1940 am Krakauer Institut für deutsche Ostarbeit tätig. Er fiel an der Westfront.
Gerhard Sappok war verheiratet mit Susanne Sappok, geborene Reichert, und war der Vater des 1941 in Berlin geborenen Slawisten Christian Sappok.

## Schriften (Auswahl)
- Die Anfänge des Bistums Posen und die Reihe seiner Bischöfe von 968–1498. Leipzig 1937, OCLC 1072216238. bibliotekacyfrowa.pl
- Deutsche in Polen und im Baltikum. Leipzig 1939, OCLC 230768165.
- An Warthe und Weichsel. Deutsches Schicksal in Vergangenheit und Gegenwart. Leipzig 1940, OCLC 909147183.
- Polnische Wunschträume. Die Propaganda der Polen in England und in den USA unter besonderer Berücksichtigung ihrer Westausweitungspropaganda 1939–1942. Berlin 1943, OCLC 46294408.